# Neopachrophilla albida
Neopachrophilla albida är en fjärilsart som beskrevs av Inoue 1955. Neopachrophilla albida ingår i släktet Neopachrophilla och familjen mätare. Inga underarter finns listade i Catalogue of Life.